# ادبیات انگلیسی میانه
اصطلاح ادبیات انگلیسی میانه به مجموعه آثار ادبی گفته می‌شود که به گونه‌ای از زبان انگلیسی نگاشته شده که امروزه آن را با نام انگلیسی میانه می‌شناسیم. محدودهٔ زمانی نگارش این آثار از سدهٔ ۱۲ میلادی تا دههٔ ۱۴۷۰ است. در این زمان استاندارد چنسری، که زبان غالب لندن بود شایع شد و صنعت چاپ فشاری آن را گسترش داد. بین دههٔ ۱۴۷۰ و میانه‌های سدهٔ بعد یک روند گزار از این زبان به زبان انگلیسی مدرن اولیه رخ داد. این تغییر زبانی باعث نشد تا در بعد ادبی تغییرات اساسی ایجاد شوند بلکه تنها رنسانس و اصلاحات دینی در مسیحیت هنگام حکمرانی هنری هشتم موجبات تغییر در این حوزه را ایجاد کرد. در ادبیات انگلیسی میانه سه دسته‌بندی وجود دارد: ادبیات دینی، عشق درباری و آرتوری. هر چند باید به این نکته هم اشاره کرد که بسیاری از آثار چاسر خارج از این دسته‌ها قرار می‌گیرند. در میان آثار مذهبی می‌توان به آثار موجود در گروه کاترین، آثار جولیان نرویچی و ریچارد رول اشاره کرد.
پس از فتح انگلستان به دست نرمن‌ها، زبان فرانسوی حقوقی، تبدیل به زبان استاندارد دادگاه‌ها، پارلمان و جامعه شد. گویش‌های نرمن طبقهٔ حاکم با زبان آنگلوساکسونی مردم درآمیخت و زبانی با عنوانی آنگلونرمنی ایجاد شد. پس از آن آنگلونورمنی در گزاری تدریجی به شکل انگلیسی مدرن در آمد. لایامون در آستانهٔ سدهٔ سیزده میلادی به زبان انگلیسی میانه می‌نوشت. دیگر آثار مربوط به دورهٔ گزار شامل کارهای ادبی سرگرمی از جمله افسانه‌های قهرمانان و غزلیات است. با گذر زمان، بار دیگر انگلیسی اعتبار گذشته را بازیافت و در ۱۳۶۲ میلادی جایگزین فرانسوی و لاتین در پارلمان و دادگاه‌ها شد. نمونه‌های نخستین آثار نگاشته‌شده به انگلیسی میانه، اورمولوم و هَولاک دانمارکی هستند. در سدهٔ چهارده میلادی بار دیگر آثار مهمی در ادبیات انگلیسی پدید آمدند که می‌توان در اینجا به آثار چاسر اشاره کرد. در نیمهٔ بعدی این سده شاهد تثبیت زبان انگلیسی به عنوان زبان نگارشی و گرایش ادبا به نگارش غیرمذهبی هستیم. ویلیام کاکستون در سال‌های پایانی سدهٔ ۱۵ چهار پنجم از آثار خود را به زبان انگلیسی منتشر کرد. این حرکت باعث شد تا انگلیسی استاندارد شود و واژگان آن گسترش یابند.

## ادبیات انگلیسی در قرون وسطی
قرون وسطی یا سده‌های میانه در ادبیات انگلیسی به مدت ۸۰۰ سال است و از سرود کدمون (Cædemon's Hymn) در اواخر قرن هفتم میلادی تا ظهور نمایشی به نام نمایشنامه همگان (Everyman) در پایان قرن ۱۵ به طول می‌انجامد. این دوره را به عنوان عصر فئودالیسم و عصر شوالیه‌گری نیز می‌شناسند، چرا که فئودالیسم نظام اقتصادی و سیاسی ای بود که بیشتر اروپا به ویژه بخش غربی آن در این دوره در آن به‌سر می‌برد. مورخین، این دوره را به دو بخش تقسیم کرده‌اند، قرون ابتدایی آن را عصر تاریکی نامیده‌اند تا آن را از قرون بعدی که در آن‌ها فرهنگ اروپایی به بالاترین درجهٔ خود در تاریخ می‌رسد جدا کرده باشند. اگر چه این تقسیم‌بندی گمراه‌کننده است - زیرا عصر تاریکی زیاد هم تاریک نبود - با اینحال این امر که دوران قرون‌وسطی انگلیسی به دو بخش تقسیم می‌شود درست است. انگلیسی کهن (یا آنگلوساکسون) و انگلیسی میانه. این دو دوره دقیقاً با اشغال جزیره توسط ویلیام دوک نرمن‌ها در سال ۱۰۶۶ میلادی از هم جدا می‌شوند. درست چند سال بعد از این واقعه فرهنگ و زبان انگلیسی شدیداً تحت تأثیر قوم غالب قرار می‌گیرد و در کالبد ادبیات انگلیسی روح تازه‌ای دمیده می‌شود.
خواندن متون انگلیسی کهن برای همگان غیرممکن است. به همین دلیل رشته دانشگاهی جداگانه‌ای به نام زبان انگلیسی کهن به این مهم اختصاص یافته‌است.
با آنکه تاریخ نویسان امروزی هنوز هم قرن‌های پنجم تا پانزدم را قرون وسطی می‌دانند، اما اینک می‌پذیرند که این هزار سال در تمامی تاریخ جهان یا حتی اروپا یک دروازه نبوده‌است. از نظر اکثر دانشوران امروزی قرون وسطی تنها قسمتی از فرایند رشد تمدن غرب از یونان تا به امروز بوده‌است.
اما تاریخ نویسان رنسانس با نوشته‌های خود بر نگرش عمومی به قرون وسطی تأثیر خاصی گذاشته‌اند. این دانشوران قرون وسطی را چونان عصری واپسگرا به تصویر کشیده‌اند که در آن مردم نادان و خرافاتی بودند، هنر، ادبیات، و آموزش از میان رفته بود و پیشرفت در همه زمینه‌ها باز ایستاد.
این تاریخ نویسان بر این باور بودند که اروپای عصر رنسانس وارث مستقیم یونان و روم باستان است و به هیچ وجه وام دار ده قرن بین سقوط روم و زمان خود نیست. قرون وسطی از آن‌ها چیزی جز هزارسال عقب ماندگی فکری و بی عدالتی اجتماعی که دوران کلاسیک باستان را از عصر نوین روشنگری جدا می‌کرد، نبود.
اما درست است که نادانی و خرافه باوری در قرون وسطی وجود داشته‌است اما این در یونان و روم باستان هم وجود داشته و امروز نیز وجود دارد و نباید دربارهٔ دامنه این مسائل و دشواریهای دیگر جامعه قرون وسطی مبالغه کرد.
واقعیت آن است که قرون وسطی عقب مانده تر از دوران کلاسیک یونان و روم نبود. درست است که فرهنگ آن با فرهنگ تمدنهای باستانی متفاوت بود، اما به هر حال این فرهنگ از درون همان جامعه‌های قدیمی تر سر بر آورده بود و تمدن قرون وسطی از تمدن دنیای باستان پایین‌تر نبود. به واقع یک دلیل اهمیت قرون وسطی برای ما این است که آفریننده یک تمدن بود.
افزون بر آن تمدن قرون وسطی پیش درآمد مستقیم فرهنگ مدرن غربی است. قرون وسطی عصری بود که آداب و رسوم و الگوهای غرب در آن شکل گرفت و بسیاری از چیزها که امروز در نظر ما عادی جلوه می‌کند سر رشته آن مربوط به قرون وسطی است.
در عین حال نباید فراموش کرد که مردم قرون وسطای اولیه بخش بزرگی از دست‌آوردهای تمدن روم را از دست دادند، اما به هیچ وجه تمام آن تمدن از دست نرفت و آن‌ها ضمن تلاش برای بازسازی فرهنگ از دست رفته روم، راه‌های کاملآ تازه‌ای را برای انجام امور خود ابداع کردند.
مثلآ فئودالیسم سر برآورد یا اختراعات و اکتشافات جدید در عرصه کشاورزی شکل گرفت. نباید فراموش کرد که تا قبل از سال ۵۰۰ میلادی اروپا محدود به تمدن مدیترانه بود یعنی فقط روم و یونان و این در قرون وسطی بود که اروپا به سمت شمال و غرب کشیده شد.

### رویدادهای مهم
- ۴۵۰: پیروزی قوم آنگلوساکسون.
- ۵۹۷: آگوستین مقدس به کنت می‌رسد. آغاز تغییر دین قوم آنگلوساکسون به مسیحیت.
- ۸۹۹–۸۷۱: پادشاهی شاه آلفرد.
- ۱۰۶۶: پیروزی نورمن‌ها.
- ۱۲۰۰: آغاز دوران میانهٔ ادبیات انگلیسی.
- ۱۴۰۰–۱۳۶۰: اوج ادبیات میانه انگلیسی: جفری چاسر؛Piers Plowman؛ Sir Gawain and the Green Knight.
- ۱۴۸۵: چاپ کتاب Morte d'Arthur اثر سر توماس مالروی(Malroy) توسط ویلیام کاکستون. این کتاب جزو اولین کتب چاپ‌شده در انگلستان است.

### شاعران و نویسندگان سرشناس این دوره
- جفری چاوسر(Geoffrey Chaucer) (۱۴۰۰–۱۳۴۳)
- سر توماس مالروی (۱۴۷۱–۱۴۰۵)
- ویلیام کاکستون (۱۴۹۱–۱۴۲۲)